# Okręg wyborczy Bodmin
Okręg wyborczy Bodmin powstał w 1295 r. i wysyłał do angielskiej, a później brytyjskiej Izby Gmin dwóch deputowanych. Był to okręg miejski obejmujący miasto Bodmin w Kornwalii. Był jednym z większych okręgów wyborczych w tym hrabstwie. W 1831 r. prawo głosu posiadał tam burmistrz, 11 aldermanów i 24 przedstawicieli rady miejskiej. Na podstawie Great Reform Act z 1832 r. rozszerzono granice okręgu. Prawo głosu miało od tej pory 252 ludzi. W 1868 r. zmniejszono do jednego liczbę mandatów przypadających na okręg. W 1885 r. dokonano reformy okręgu czyniąc zeń okręg ziemski. Okręg został zniesiony w 1983 r.

## Deputowani do brytyjskiej Izby Gmin z okręgu Bodmin

### Deputowani w latach 1295–1640
- 1584: John Awdeley
- 1597: Bernard Grenville
- 1625–1626: Henry Jermyn

### Deputowani w latach 1640–1868
- 1640–1644: John Arundell
- 1640–1648: Anthony Nichols
- 1648–1648: Thomas Waller
- 1659–1659: John Silly
- 1659–1659: William Turner
- 1660–1689: Hender Robartes
- 1660–1661: John Silly
- 1661–1679: John Carew
- 1679–1695: Nicholas Glynn
- 1689–1693: John Cutler
- 1693–1702: Russell Robartes
- 1695–1706: John Hoblyn
- 1702–1702: John Grobham Howe
- 1702–1708: Francis Robartes
- 1706–1708: Thomas Herne
- 1708–1710: John Trevanion
- 1708–1713: Russell Robartes
- 1710–1718: Francis Robartes
- 1713–1715: Thomas Sclater
- 1715–1722: John Legh
- 1718–1722: Charles Beauclerc
- 1722–1727: Isaac le Heup
- 1722–1727: Richard West
- 1727–1733: Robert Booth
- 1727–1753: John LaRoche
- 1733–1741: John Heathcote
- 1741–1747: Thomas Bludworth
- 1747–1761: William Irby
- 1753–1784: George Hunt
- 1761–1762: John Parker
- 1762–1768: Christopher Treise
- 1768–1780: James La Roche
- 1780–1784: William Masterman
- 1784–1802: John Morshead
- 1784–1789: Thomas Hunt
- 1789–1790: George Wilbraham
- 1790–1796: Roger Wilbraham
- 1796–1802: John Nesbitt
- 1802–1802: Charles Shaw-Lefevre
- 1802–1806: Josias Porcher
- 1802–1806: John Sargent
- 1806–1806: James Topping
- 1806–1807: William Wingfield
- 1806–1832: Davies Gilbert
- 1807–1812: William Oglander
- 1812–1818: Charles Bathurst, torysi
- 1818–1820: Thomas Bradyll
- 1820–1826: John Wilson Croker, torysi
- 1826–1832: Horace Beauchamp Seymour
- 1832–1835: William Peter, wigowie
- 1832–1841: Samuel Spry, wigowie
- 1835–1843: Charles Vivian, wigowie
- 1841–1847: John Dunn Gardner, Partia Konserwatywna
- 1843–1847: Samuel Spry, Partia Konserwatywna
- 1847–1852: James Wyld, wigowie
- 1847–1852: Henry Charles Lacy, wigowie
- 1852–1857: William Michell, wigowie
- 1852–1857: Charles Graves-Sawle, wigowie
- 1857–1859: John Vivian, wigowie
- 1857–1859: James Wyld, wigowie
- 1859–1868: Edward Leveson-Gower, Partia Liberalna
- 1859–1859: William Michell, Partia Konserwatywna
- 1859–1868: James Wyld, Partia Liberalna

### Deputowani w latach 1868–1983
- 1868–1885: Edward Leveson-Gower, Partia Liberalna
- 1885–1900: Leonard Courtney, Liberalni Unioniści
- 1900–1906: Lewis Molesworth, Liberalni Unioniści
- 1906–1906: Thomas Agar-Robartes, Partia Liberalna
- 1906–1910: Freeman Freeman-Thomas, Partia Liberalna
- 1910–1910: Cecil Grenfell, Partia Liberalna
- 1910–1916: Reginald Pole-Carew, Liberalni Unioniści
- 1916–1922: Charles Hanson, Partia Konserwatywna
- 1922–1924: Isaac Foot, Partia Liberalna
- 1924–1929: Gerald Harrison, Partia Konserwatywna
- 1929–1935: Isaac Foot, Partia Liberalna
- 1935–1941: John Rathbone, Partia Konserwatywna
- 1941–1945: Beatrice Wright, Partia Konserwatywna
- 1945–1964: Douglas Marshall, Partia Konserwatywna
- 1964–1970: Peter Bessell, Partia Liberalna
- 1970–1974: Robert Hicks, Partia Konserwatywna
- 1974–1974: Paul Tyler, Partia Liberalna
- 1974–1983: Robert Hicks, Partia Konserwatywna